# Villa Lázaro Cárdenas
Villa Lázaro Cárdenas är en ort i Mexiko.   Den ligger i kommunen Zapotiltic och delstaten Jalisco, i den södra delen av landet, 400 km väster om huvudstaden Mexico City. Villa Lázaro Cárdenas ligger 1 176 meter över havet och antalet invånare är 442.
Terrängen runt Villa Lázaro Cárdenas är kuperad. Runt Villa Lázaro Cárdenas är det ganska glesbefolkat, med 24 invånare per kvadratkilometer. Närmaste större samhälle är Tecalitlan, 9,6 km sydväst om Villa Lázaro Cárdenas. I omgivningarna runt Villa Lázaro Cárdenas växer huvudsakligen savannskog.